# Marginea Pădurii
Marginea Pădurii – wieś w Rumunii, w okręgu Prahova, w gminie Jugureni. W 2011 roku liczyła 142 mieszkańców.